# Valentin Constantinescu
Valentin Constantinescu (* 1. Juli 1962 in Băicoi) ist ein ehemaliger rumänischer Radrennfahrer.

## Sportliche Laufbahn
Constantinescu gewann 1987 die Rumänien-Rundfahrt vor Olimpiu Celea. 1984 und 1986 war er Zweiter des Etappenrennens geworden. 1990 wurde er erneut Zweiter. 1986 gewann er das Rennen Targa d'Oro Città di Varese in Italien. An der Internationalen Friedensfahrt nahm er siebenmal teil (sechsmal erreichte er das Ziel der Rundfahrt), sein bestes Ergebnis in der Gesamtwertung war der 21. Platz 1988.